# 小山町テレビ共聴組合

小山町テレビ共聴組合（おやまちょうてれびきょうちょうくみあい）は、静岡県駿東郡小山町に置かれているケーブルテレビ局。

2015年10月1日に小山町テレビ共聴組合を存続組み合として足柄テレビ共聴組合と合併した。

## 所在地
- 駿東郡小山町小山生土59-10

## 対象エリア
- 駿東郡小山町

## 放送チャンネル
| デジタル | 放送局名       |
| -------- | -------------- |
| D011     | NHK静岡総合    |
| D011-1   | NHK東京総合    |
| D021     | NHK静岡教育    |
| D021-1   | NHK東京教育    |
| D031     | tvk            |
| D041     | Daiichi-TV     |
| D051     | 静岡朝日テレビ |
| D061     | SBS            |
| D071     | テレビ東京     |
| D081     | テレビ静岡     |
| D121     | 自主放送       |

- 地上デジタルテレビ放送は、パススルー方式に対応した地上デジタルテレビまたはチューナーで視聴できる。
- 在京局（日本テレビ・テレビ朝日・フジテレビ）のデジタル区域外再放送を行っていたが、2014年9月28日をもって終了した。尚、TBSテレビの区域外再放送は行われていなかった。
- NHK東京（総合・教育）、テレビ東京は首都圏に隣接している地域特性などもあり、区域外再送信を認められている。
- デジアナ変換放送は、一切行われていない。